# 贝尔佩什
贝尔佩什（法語：Belpech，法語發音：[bɛlpɛʃ] ⓘ）是法国奥德省的一个市镇，属于卡尔卡松区。

## 地理
贝尔佩什（43°11'52"N, 1°45'5"E）面积42.46 平方千米，位于法国奧克西塔尼大區奥德省，该省份为法国南部沿海省份，北起塔恩省，西北接上加龙省，西接阿列日省，南至东比利牛斯省，东临地中海，东北与埃罗省接壤。
与贝尔佩什接壤的市镇（或旧市镇、城区）包括：戈迪耶斯、马泽尔、梅泽维尔、莫朗迪耶、佩沙里克和勒皮、佩什吕纳、普莱涅、圣塞尔南。

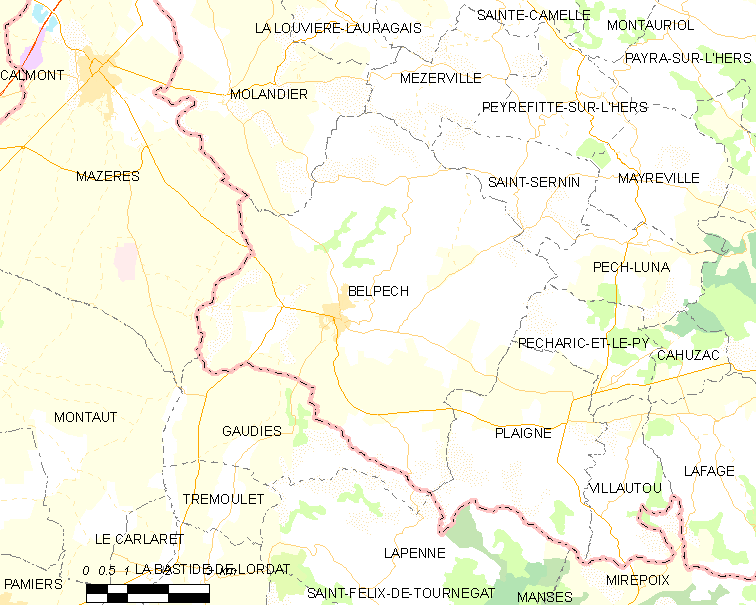
贝尔佩什的OSM定位图

贝尔佩什的时区为UTC+01:00、UTC+02:00（夏令时）。

## 行政
贝尔佩什的邮政编码为11420，INSEE市镇编码为11033。

## 政治
贝尔佩什所属的省级选区为拉皮耶日欧拉泽斯县。

## 人口

1962-2008年间贝尔佩什人口变化图示

贝尔佩什于2022年1月1日时的人口数量为1339人。